# Cricotopus sudanicus
Cricotopus sudanicus är en tvåvingeart som beskrevs av Freeman 1956. Cricotopus sudanicus ingår i släktet Cricotopus och familjen fjädermyggor.
Artens utbredningsområde är Nigeria. Inga underarter finns listade i Catalogue of Life.